# Ca la Verònica (Avià)
Ca la Verònica és una masia del municipi d'Avià, al Baix Berguedà. Està inclosa catalogada com a patrimoni immoble al patmapa de la Generalitat de Catalunya amb el número d'inverntari 3022 (1983) i en el mapa de patrimoni de la Diputació de Barcelona amb el número 08011/148. Ca la Verònica és un edifici del segle XX que està en un estat de conservació regular i que té protecció legal al BPU, al POUM d'Avià i al DOGC del 12 de juliol de 2001.

## Situació geogràfica
Ca la Verònica està situada al sud del nucli d'Avià, al camí que uneix aquest poble amb la casa de Gurans. A banda d'aquesta última, les masies veïnes són La Coromina i Cal Janó.

## Característiques i descripció
Ca la Verònica és una masia orientada cap a migjorn d'aspecte força unitari, ja que és fruit d'una única campanya constructiva. Està construïda sobre un desnivell del terreny i s'estructura en planta baixa i tres pisos superiors i coberta a dues aigües amb teula àrab. A la façana principal, arrebossada, hi destaquen les grans obertures, dos arcs carpanells als tres pisos que tenen baranes de ferro. Als laterals hi ha poques finestres allindanades amb maó i alineades, que mantenen el caràcter simètric de la construcció. Els murs estaven fets de pedra barrejada i posteriorment foren arrebossats.

## Història
El 1910 es va construir la casa de Ca la Verònica. La seva distribució és similar a la de La Roureda, que és de la mateixa època. Segons el mapa de patrimoni de la Diputació de Barcelona, en l'actualitat la casa està abandonada i s'hi ha hagut de fer la teulada nova i s'hi ha hagut de reforçar els interiors.